# Anders Lidstrand
Anders Lidstrand, född 3 november 1703 i Linköping, död 16 februari 1776 på Ericsbergs slott, var en svensk militär.
Anders Lidstrand var son till fällberedaren Johan Jacobsson Lidbeck. Han visade som ung intresse för att studera men fick inte möjlighet att finansiera studierna och tog i stället värvning vid Svea livgarde 1723. Lidstrand uppmärksammades av Fredrik I för sitt utseende vilket bidrog till hans snabba karriär, han befordrades 1727 till korpral, 1728 till rustmästare, 1729 till furir och 1731 till fältväbel. 1732 blev han vän med David Henrik Hildebrand som en tid var fänrik vid Svea livgarde och 1734 valde han att följa efter honom för att gå i fransk tjänst. Lidstrand blev löjtnant vid ett franskt husarregemente och deltog i tre fälttåg vid Rhen och Lombardiet under Polska tronföljdskriget. 1737 återvände han till Sverige och hade då i sin frånvaro blivit Livdrabant. 
Då David Henrik Hildebrand ärvde sin mor 1739 lämnade han militärtjänsten för att ägna sig åt resor, sällskapsliv och riksdagspolitik och anställde då Lidstrand som förvaltare av sina gods med närmast obegränsade fullmakter. Lidstrand bosatte sig på Ericsbergs slott. Som förvaltare lade han ned stort arbete på godset, köade åkerarealen med närmare 100 hektar, lät bygga ett vattendrivet tröskverk och återuppta driften av det på 1680-talet nedlagda Forssjö bruk. Han byggde även upp en betydande egen förmögenhet. Han avled dock utan arvingar och testamenterade huvuddelen av sin kvarlåtenskap till Hildebrand.